# Fredropol (gemeente)
De gemeente Fredropol is een landgemeente in het Poolse woiwodschap Subkarpaten, in powiat Przemyski.
De zetel van de gemeente is in Fredropol.
Op 30 juni 2004 telde de gemeente 5410 inwoners.

## Oppervlaktegegevens
In 2002 bedroeg de totale oppervlakte van gemeente Fredropol 159,68 km², waarvan:
- agrarisch gebied: 41%
- bossen: 50%

De gemeente beslaat 13,16% van de totale oppervlakte van de powiat.

## Demografie
Stand op 30 juni 2004:
| Omschrijving                   | Totaal | Totaal | Vrouwen | Vrouwen | Mannen | Mannen |
| ------------------------------ | ------ | ------ | ------- | ------- | ------ | ------ |
| eenheid                        | aantal | %      | aantal  | %       | aantal | %      |
| inwoners                       | 5410   | 100    | 2703    | 50      | 2707   | 50     |
| bevolkingsdichtheid (inw./km²) | 33,9   | 33,9   | 16,9    | 16,9    | 17     | 17     |

In 2002 bedroeg het gemiddelde inkomen per inwoner 1475,1 zł.

## Administratieve plaatsen (sołectwo)
- Aksmanice
- Darowice
- Gruszowa (z Koniuszą)
- Huwniki
- Kalwaria Pacławska
- Kłokowice
- Kniażyce
- Kormanice/Fredropol
- Koniuszki
- Kupiatycze
- Makowa (z Leszczynami, Sopotnikiem en Paportnem)
- Młodowice
- Młodowice Osiedle
- Nowe Sady
- Nowosiółki Dydyńskie
- Pacław
- Rybotycze (z Borysławką, Kopysnem en Posadą Rybotycką)
- Sierakośce
- Sólca

## Aangrenzende gemeenten
Bircza, Krasiczyn, Przemyśl, Ustrzyki Dolne. De gemeente grenst aan Oekraïne.